# Molecular Phylogenetics and Evolution
Molecular Phylogenetics and Evolution és una revista científica amb avaluació d'experts publicada des del 1992 per Elsevier. Se centra en els camps de la biologia evolutiva i la filogenètica. El 2011 fou classificat en 23è lloc en una llista de revistes científiques de la categoria d'«Ecologia, Evolució, Comportament i Sistemàtica». El 2019 tenia un factor d'impacte de 3,581.